# Halichoeres richmondi
Halichoeres richmondi es una especie de peces de la familia Labridae en el orden de los Perciformes.

## Morfología
Los machos pueden llegar alcanzar los 19 cm de longitud total.

## Distribución geográfica
Se encuentra en  Java, Filipinas, las islas Ryukyu, las Molucas y República de Palau.